# Aeropuerto Internacional de Galeão
El Aeropuerto Internacional de Rio de Janeiro/Galeão – Antônio Carlos Jobim de Río de Janeiro (IATA: GIG, OACI: SBGL), más conocido como Aeropuerto Internacional de Galeão, es el principal aeropuerto internacional de la ciudad de Río de Janeiro. 
El nombre del Aeropuerto fue nombrado en memoria de Antônio Carlos Jobim, más conocido por su nombre artístico, Tom Jobim, quien fue un compositor, maestro, pianista, cantante, arreglista y guitarrista brasileño. Es considerado el mayor exponente de la música popular brasileña de todos los tiempos por la revista Rolling Stone y uno de los creadores del movimiento bossa nova, con su música y melodía, junto a la letra y poesía de Vinicius de Moraes y la voz y guitarra de João Gilberto.
Está localizado en la Ilha do Governador (Isla del Gobernador), en la zona norte de la ciudad de Río de Janeiro, aproximadamente a 22 km del centro de la ciudad, y se accede a él por mediante la Linha Vermelha, Estrada do Galeão y luego por la avenida Vinte de Janeiro.

## Historia
Construido en 1952, para 1970 era el centro de conexión aérea más importante de Brasil, además, la administración fue asumida por Infraero, recientemente creada por el gobierno brasileño.
La Terminal 1 fue inaugurada el 20 de enero de 1977, por la entonces «Aeropuertos do Rio de Janeiro S.A.» (posteriormente ARSA). Fue construido para ser el principal centro de operaciones internacionales de Brasil con un proyecto inicial de 4 terminales de pasajeros, pero comenzó a perder esa función en 1985 con la inauguración del Aeropuerto Internacional de Guarulhos y la desaceleración de la economía de Río de Janeiro. Para la época de la inauguración de la Terminal 1, operaba todos los vuelos internacionales de Brasil, luego los pasajeros volaban hacia São Paulo (por entonces atendida por el más pequeño Aeropuerto Internacional de Congonhas), el principal centro de conexión doméstico de Brasil, para dirigirse hacia cualquier otro destino dentro del país.
En 1985 el aeropuerto perdió el título del aeropuerto internacional más importante de Brasil en manos de Guarulhos, causando un descenso en el movimiento de pasajeros, desde y hacia el exterior. A pesar de esto, Infraero construyó la Terminal 2 a un costo de USD$ 600 millones, lo que le permitiría ampliar su capacidad en 7,5 millones de pasajeros por año, doblando la capacidad del aeropuerto. El Aeropuerto Internacional de Galeão fue el segundo aeropuerto más ocioso y menos rentable (el primero siendo el Aeropuerto Internacional Tancredo Neves) por mucho tiempo. Al tiempo que se abría la nueva terminal en 1997, el número de pasajeros se estabilizó en torno a los 4,5 millones anuales, el Aeropuerto Internacional de Guarulhos estaba sobrecargado, operando al 102% de su capacidad, contra el 24 % de Galeão. Infraero fue criticada por no invertir los recursos de un modo más apropiado.
Sin embargo, desde finales de 2004, muchos vuelos fueron reasignados del sobrecargado Aeropuerto Santos Dumont en Río de Janeiro, que se encontraba en obras de ampliación, para el Galeão. En 2008 regresó a algunos vuelos del aeropuerto Santos Dumont, pero desde 2006, gracias al crecimiento económico de la ciudad, el aeropuerto mostró una aceleración increíble en el transporte de pasajeros y ganancias permanentes de varios vuelos.

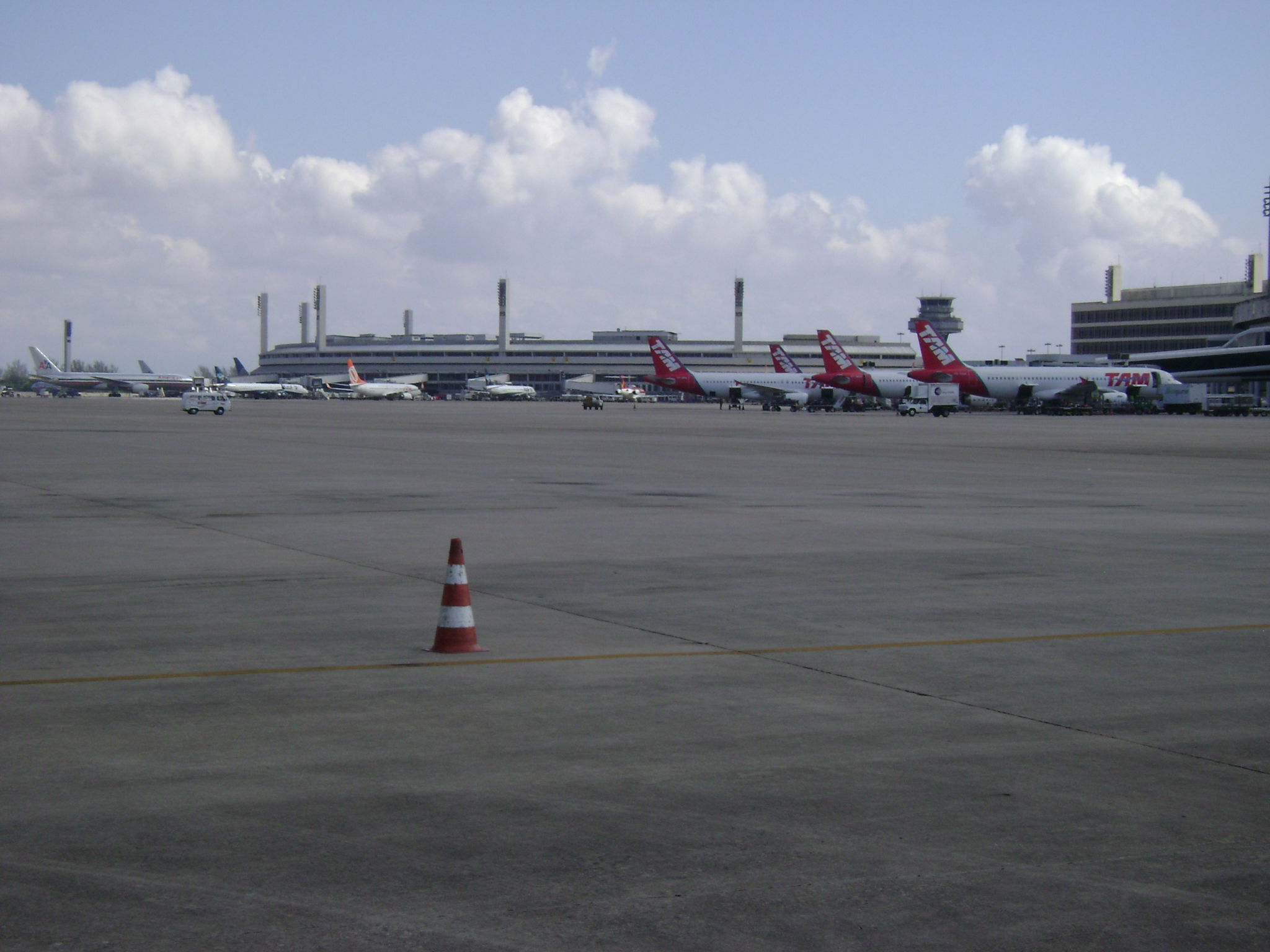
Terminal 1.

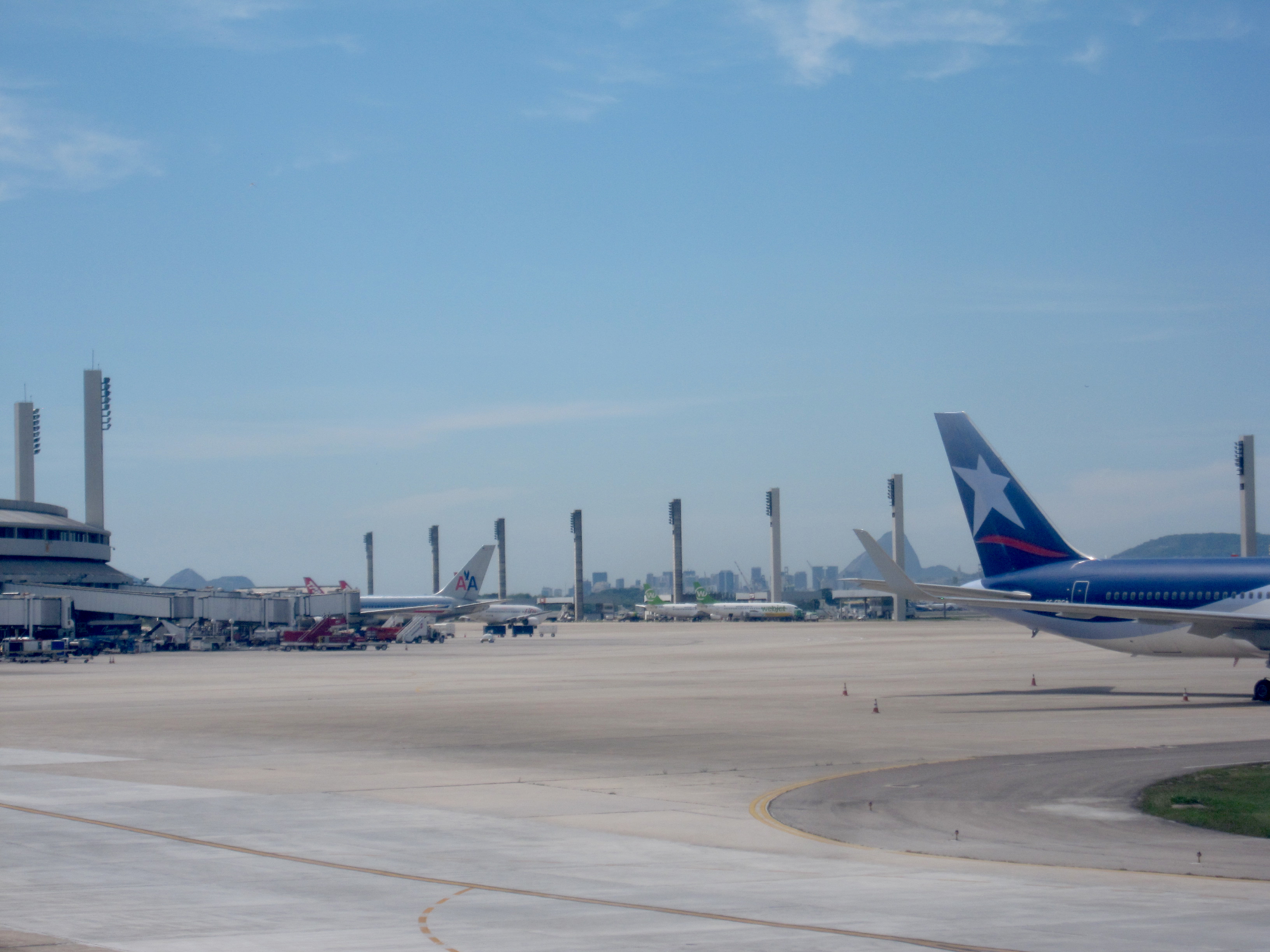
Vista de las aeronaves.

Actualmente la infraestructura del Aeropuerto Internacional Galeão cuenta con dos terminales de pasajeros: TPS 1 —con un área de 147,834 m2 y capacidad anual para 7 millones de pasajeros— y TPS 2 —con una superficie de 132,847 m2 y capacidad anual para 8 millones de pasajeros—. Ambas terminales funcionan las 24 horas del día y se encuentran en obras de renovación y ampliación con una capacidad prevista para 2014 de 44 millones de pasajeros al año.
El Plan Maestro inicial del Aeropuerto contempla la futura construcción de las Terminal 3 (TPS 3) y Terminal 4 (TPS 4), de acuerdo a la demanda. En 2007 se diseñó un nuevo plan de solo un gran tercer terminal que se construyó después de la ampliación a los terminales en curso (TPS 1 y TPS 2) y después de 2016.
Actualmente la administración de este aeropuerto está a cargo de la Empresa Brasileira de Infra Estructura Aeroportuaria (INFRAERO) que incorporó a ARSA en julio de 1987.
El Aeropuerto Internacional de Galeão fue el primero de Brasil autorizado para recibir aviones de gran tamaño como el Airbus A380 o el Boeing 747-8, para lo que la terminal realizó modificaciones en la pista de aterrizaje y despegue así como mejorías en la protección contra incendios.
El aeropuerto es también un segundo centro de conexión para vuelos internacionales de Brasil y el segundo con más movimientos.

## Información general

Mapa del Aeropuerto

- Tiene dos terminales (con una forma elíptica, con 12 puentes de embarque cada una) capaces de manejar en conjunto, 17,4 millones de pasajeros.
- En el 2011 eran 139 443 movimientos de aeronaves por el aeropuerto.
- Entre septiembre de 2011 y agosto de 2012 era de 17 010 572 el movimiento de pasajeros.
- Reforma de la Terminal de Pasajeros 1, fecha de finalización: diciembre de 2013, Capacidad de ganancia (TPS): 10,7 millones (personas/año).
- Reforma de la Terminal de Pasajeros 2, fecha de finalización: diciembre de 2013, Capacidad de ganancia (TPS): 15,9 millones (personas/año).[2]
- En mayo de 2015, la aerolínea alemana Lufthansa opera en sus vuelos directos a Frankfurt; el avión más largo del mundo el Boeing 747-8 Intercontinental.

## Aerolíneas y destinos
| Aerolíneas Argentinas 4 destinos             | Internacionales: (5) Buenos Aires–Aeroparque, Córdoba (AR), Santiago de Chile (vía AEP) Estacional: Buenos Aires–Ezeiza, Rosario | SkyTeam       |
| Air France 1 destino                         | Internacional: (1) París | SkyTeam       |
| American Airlines 3 destinos                 | Internacional: (3) Miami Estacional: Dallas/Fort Worth / Nueva York–JFK | Oneworld      |
| Avianca 1 destino                            | Internacional: (1) Bogotá | Star Alliance |
| Azul Líneas Aéreas 1 destino                 | Nacional: (1) Campinas | N/A           |
| British Airways 2 destinos                   | Internacionales : (2) Buenos Aires-EZE / Londres | Oneworld      |
| Copa Airlines 1 destino                      | Internacional: (1) Ciudad de Panamá | Star Alliance |
| Delta Air Lines 2 destinos                   | Internacional: (2) Atlanta Estacional: Nueva York–JFK | SkyTeam       |
| Emirates 2 destinos                          | Internacionales: (2) Buenos Aires-EZE / Dubái | N/A           |
| Flybondi 1 destino                           | Internacional: (1) Buenos Aires–Aeroparque / Buenos Aires–Ezeiza / Córdoba (AR) (Inicia 15 de diciembre del 2025) | N/A           |
| Gol Linhas Aéreas 23 destinos                | Nacionales: (19) Aracaju / Belém / Brasilia / Campinas / Caxias do Sul / Curitiba / Florianópolis / Fortaleza / Foz do Iguaçu / João Pessoa / Maceió / Manaos / Natal / Navegantes / Porto Alegre / Recife / Salvador de Bahía / São Paulo / São Paulo-GRU Internacionales: (4) Buenos Aires / Córdoba / Montevideo / Rosario | N/A           |
| Iberia 1 destino                             | Internacional: (1) Madrid | Oneworld      |
| ITA Airways 1 destino                        | Internacional: (1) Roma | SkyTeam       |
| JetSMART Argentina 1 destino                 | Internacional: (1) Buenos Aires-EZE | N/A           |
| JetSMART 3 destinos                          | Internacionales: (3) Mendoza / Montevideo / Santiago de Chile | N/A           |
| KLM 1 destino                                | Internacional: (1) Ámsterdam | SkyTeam       |
| LATAM Airlines 1 destino                     | Internacional: (1) Santiago de Chile | N/A           |
| LATAM Brasil 7 destinos                      | Nacionales: (6) Brasilia / Caxias do Sul / Fortaleza / Foz do Iguaçu / Recife / São Paulo-GRU Internacional: (1) Buenos Aires | N/A           |
| LATAM Perú 1 destino                         | Internacional: (1) Lima | N/A           |
| Lufthansa 1 destino                          | Internacional: (1) Fráncfort del Meno | Star Alliance |
| Sky Airline 2 destinos                       | Internacional: (2) Santiago de Chile Estacional: Montevideo | N/A           |
| TAP Portugal 2 destinos                      | Internacionales: (2) Lisboa / Oporto | Star Alliance |
| United Airlines 1 destino                    | Internacional: (1) Houston | Star Alliance |
| Total: 39 destinos, 23 países, 20 aerolíneas | |               |

### Terminal Nacional
| Aerolíneas         | Destinos |
| ------------------ | --- |
| Azul Linhas Aéreas | Campinas |
| Gol Linhas Aéreas  | Aracaju / Belém / Brasilia / Campinas / Caxias do Sul / Curitiba / Florianópolis / Fortaleza / Foz do Iguaçu / João Pessoa / Maceió / Manaos / Natal / Navegantes / Porto Alegre / Recife / Salvador de Bahía / São Paulo / São Paulo-GRU |
| LATAM Brasil       | Brasilia / Caxias do Sul / Fortaleza / Foz do Iguaçu / Recife / São Paulo-GRU |

### Terminal Internacional
| Ciudades por países                          | Nombre del aeropuerto                                             | Aerolíneas                                                                             | Aeronaves                        | Frecuencias semanales                        |
| Norteamérica                                 | Norteamérica                                                      | Norteamérica                                                                           | Norteamérica                     | Norteamérica                                 |
| -------------------------------------------- | ----------------------------------------------------------------- | -------------------------------------------------------------------------------------- | -------------------------------- | -------------------------------------------- |
| Canadá                                       |                                                                   |                                                                                        |                                  |                                              |
| Toronto                                      | Aeropuerto Internacional Toronto Pearson                          | Air Canada (Reinicia 4 de diciembre de 2025) (Estacional)                              | B789                             | 3                                            |
| Estados Unidos                               |                                                                   |                                                                                        |                                  |                                              |
| Atlanta                                      | Aeropuerto Internacional Hartsfield-Jackson                       | Delta Air Lines                                                                        | A332                             | 7                                            |
| Dallas                                       | Aeropuerto Internacional de Dallas-Fort Worth                     | American Airlines (Estacional)                                                         | B788                             | 7                                            |
| Houston                                      | Aeropuerto Intercontinental George Bush                           | United Airlines                                                                        | B789                             | 7                                            |
| Miami                                        | Aeropuerto Internacional de Miami                                 | American Airlines                                                                      | B788                             | 14                                           |
| Nueva York                                   | Aeropuerto Internacional John F. Kennedy                          | American Airlines (Estacional) / Delta Air Lines (Estacional)                          | B772 / B763                      | 14                                           |
| Centroamérica                                |                                                                   |                                                                                        |                                  |                                              |
| Panamá                                       |                                                                   |                                                                                        |                                  |                                              |
| Ciudad de Panamá                             | Aeropuerto Internacional de Tocumen                               | Copa Airlines                                                                          | B738, B39M                       | 17                                           |
| Suramérica                                   |                                                                   |                                                                                        |                                  |                                              |
| Argentina                                    |                                                                   |                                                                                        |                                  |                                              |
| Buenos Aires                                 | Aeropuerto Internacional Ministro Pistarini                       | Aerolíneas Argentinas / British Airways / Emirates / Flybondi / JetSMART Argentina     | B738 / A35K / B773 / B738 / A320 | 59                                           |
| Buenos Aires                                 | Aeroparque Jorge Newbery                                          | Aerolíneas Argentinas / Flybondi                                                       | B738 / B738                      | 14                                           |
| Córdoba                                      | Aeropuerto Internacional Ingeniero Aeronáutico Ambrosio Taravella | Aerolíneas Argentinas / Flybondi (Inicia 15 de diciembre del 2025) / Gol Linhas Aéreas | B738, B38M / B738 / B38M         | 9 (12 a partir del 15 de diciembre del 2025) |
| Mendoza                                      | Aeropuerto Internacional El Plumerillo                            | JetSMART                                                                               | A320                             | 2                                            |
| Rosario                                      | Aeropuerto Internacional Rosario Islas Malvinas                   | Aerolíneas Argentinas / Gol Linhas Aéreas                                              | B738, B38M / B38M                | 6                                            |
| Chile                                        |                                                                   |                                                                                        |                                  |                                              |
| Santiago de Chile                            | Aeropuerto Internacional Arturo Merino Benítez                    | Aerolíneas Argentinas (vía AEP) / JetSMART / LATAM Brasil / Sky Airline                | B738 / A320 / A320, A321 / A320N | 53                                           |
| Colombia                                     |                                                                   |                                                                                        |                                  |                                              |
| Bogotá                                       | Aeropuerto Internacional El Dorado                                | Avianca                                                                                | A320N                            | 11                                           |
| Perú                                         |                                                                   |                                                                                        |                                  |                                              |
| Lima                                         | Aeropuerto Internacional Jorge Chávez                             | LATAM Perú                                                                             | A320                             | 7                                            |
| Uruguay                                      |                                                                   |                                                                                        |                                  |                                              |
| Montevideo                                   | Aeropuerto Internacional Carrasco                                 | Gol Linhas Aéreas / JetSMART / Sky Airline                                             | B738, B38M / A320, A320          | 6                                            |
| Europa                                       |                                                                   |                                                                                        |                                  |                                              |
| Alemania                                     |                                                                   |                                                                                        |                                  |                                              |
| Fráncfort del Meno                           | Aeropuerto de Fráncfort del Meno                                  | Lufthansa                                                                              | B789                             | 3                                            |
| España                                       |                                                                   |                                                                                        |                                  |                                              |
| Madrid                                       | Aeropuerto Adolfo Suárez Madrid-Barajas                           | Iberia                                                                                 | A332                             | 7                                            |
| Francia                                      |                                                                   |                                                                                        |                                  |                                              |
| París                                        | Aeropuerto de París-Charles de Gaulle                             | Air France                                                                             | B773                             | 7                                            |
| Italia                                       |                                                                   |                                                                                        |                                  |                                              |
| Roma                                         | Aeropuerto de Roma-Fiumicino                                      | ITA Airways                                                                            | A339                             | 7                                            |
| Países Bajos                                 |                                                                   |                                                                                        |                                  |                                              |
| Ámsterdam                                    | Aeropuerto de Ámsterdam-Schiphol                                  | KLM                                                                                    | B789, B772, B78X                 | 7                                            |
| Portugal                                     |                                                                   |                                                                                        |                                  |                                              |
| Lisboa                                       | Aeropuerto de Lisboa                                              | TAP Air Portugal                                                                       | A339                             | 7                                            |
| Oporto                                       | Aeropuerto de Oporto                                              | TAP Air Portugal                                                                       | A339                             | 7                                            |
| Reino Unido                                  |                                                                   |                                                                                        |                                  |                                              |
| Londres                                      | Aeropuerto de Londres-Heathrow                                    | British Airways                                                                        | A35K                             | 7                                            |
| Oriente Medio                                |                                                                   |                                                                                        |                                  |                                              |
| EAU                                          |                                                                   |                                                                                        |                                  |                                              |
| Dubái                                        | Aeropuerto Internacional de Dubái                                 | Emirates                                                                               | B772                             | 5                                            |
| Total: 22 destinos, 15 países, 19 aerolíneas |                                                                   |                                                                                        |                                  |                                              |

### Aerolíneas y/o destinos cesados

#### Aerolíneas extintas
- Aerolíneas Peruanas (Lima)
- AeroPerú (Lima)
- Alitalia (Roma)
- Avianca (Perú) (Lima)
- Air Madrid (Madrid)
- Avianca Brasil (Brasilia, Florianópolis, Fortaleza, Foz do Iguaçu, João Pessoa, Natal, Porto Alegre, Recife, Salvador de Bahía, São Paulo-GRU)
- BOAC (Barbados, Bermuda, Londres)
- Braniff International (Miami, Nueva York, Newark, Los Ángeles, San Francisco, Dallas, Kansas City, Minneapolis-St.Paul, México, Manaos, Lima)
- BRA Transportes Aéreos (Vuelos nacionales e internacionales)
- British Caledonian (Londres)
- Canadian Airlines (Toronto - Fue adquirida por Air Canada)
- Eastern Airlines (Miami, Nueva York)
- Ecuatoriana de Aviación (Guayaquil, Quito)
- Ladeco (Arica, Iquique, Santiago de Chile - Fue adquirida por LAN Airlines)
- LAPSA: (Asunción, Ciudad del Este - Ahora TAM Paraguay)
- Lloyd Aéreo Boliviano (Cochabamba, La Paz, Santa Cruz de la Sierra)
- Nationair (Toronto)
- Norwegian Air UK (Londres)
- Panair do Brasil (Vuelos nacionales)
- Pan Am (Miami, Nueva York JFK, Washington)
- PLUNA (Montevideo)
- Serviços Aéreos Cruzeiro do Sul (Vuelos nacionales - Fue adquirida por Varig)
- Spanair (Barcelona, Madrid)
- Swissair (Zürich, Ginebra - Reemplazada por Swiss International Air Lines)
- Transbrasil (Vuelos nacionales)
- Varig (Vuelos nacionales e internacionales - Fue adquirida por Gol Linhas Aéreas)
- VASP (Vuelos nacionales e internacionales)
- Viasa (Caracas)
- Webjet (Brasilia, Fortaleza, Natal, Porto Alegre, São Paulo, Salvador de Bahía - Fue adquirida por Gol Linhas Aéreas)

#### Aerolíneas operativas
- Aeroflot (Moscú)
- Aeroméxico (Ciudad de México)
- Air Europa (Madrid)
- American Airlines (Charlotte / Ezeiza)
- Avianca Costa Rica (Bogotá / Guayaquil / San José)
- Cubana de Aviación (La Habana)
- Emirates (Santiago de Chile)
- Ethiopian Airlines (Addis Abeba)
- Iraqi Airways (Bagdad)
- Japan Airlines (Tokio)
- LATAM Airlines (Montevideo)
- LATAM Brasil (Aeroparque / Iquique)
- LATAM Paraguay (Asunción / Ezeiza)
- Lufthansa (Múnich)
- Royal Air Maroc (Casablanca)
- Scandinavian Airlines System (Copenhague)
- South African Airways (Johannesburgo)
- Swiss International Air Lines (Zürich)
- TAAG Angola Airlines (Luanda)